# Fluoresceinska angiografija
Fluoresceinska angiografija ili fluorescentna angiografija je tehnika ispitivanja krvotoka mrežnice uporabom metode bojenja. Uključuje injekciju fluoresceina u sistemski krvotok, zatim angiogram s obveznim bilježenjem fluorescencije emitirane nakon osvjetljavanja mrežnice plavim svjetlom valne duljine 490 nm. Fluorescentska boja se pojavljuje u pacijentovom urinu nakon 12-24h, uzrokujući zelenožutu obojenost urina.

## Oprema
- Filtar za pobuđivanje fluorescencije (exciter filter): dopušta jedino plavoj svjetlosti da osvjetli mrežnicu. Ovisi o određenom filtaru valne duljine koja će doprijeti do mrežnice će biti između 465-490 nm.

- Propusni filtar: dopušta samo žutozelenom svjetlu (od fluorescencije) da dopre do kamere. Oba filtara blokiraju sva druga svjetla, osim ona u određenoj valnoj duljini. Propusni filtar dopušta samo svjetlo valne duljine od 525 nm
- Fundus-kamera (kamera za snimanje očne pozadine): sadrži crno-bijeli ili polaroidni film. Digitalne kamere povezane s računalima dominiraju današnjim tržištem.

## Metoda
Osnovne boje crna i bijela te filtrirane slike (bez crvene boje) imaju prioritet. Crno-bijele slike su oslobođene crvene boje (kroz zeleni filtar) da povećaju kontrast i često daju bolji prikaz očne pozadine nego obojene slike.
Injicira se bolus fluoresceina (2-5cc) u venu ruke ili šake (6 sekundi).
Učine se serije crno-bijelih ili digitalnih fotografija mrežnice prije i nakon što fluorescein uđe u krvotok mrežnice (otprilike 10 sekundi nakon injekcije). Fotografije se naprave prosječno svake sekunde kroz 20 sekundi, a zatim manje učestalo. Odgođena fotografija se napravi 5-10 minuta, a neki liječnici je učine i nakon 15 minuta.
Filtar se postavi na kameru tako da je samo fluorescentno žutozeleno svjetlo (530 nm) zabilježeno. Kamera može zabilježiti signale od pseudofluorescencije ili autofluorescencije. Kod pseudofluorescencije zabilježeno je nefluorescentno svijetlo. To se događa kada plavo svijetlo reflektirano od mrežnice prođe kroz filtar. Općenito, to je problem kod starijih filtara zato se preporučuje godišnja zamjena takvih filtara. Kod autofluorescencije fluorescencija iz oka se javlja bez injekcije fluoresceina. To se može vidjeti kod bolesti vidnog živca, kod kalcifikata i kod moždanih oboljenja.
Crno-bijele fotografije daju bolji kontrast nego fotografije u boji koje nisu nužne jer je samo jedna boja odašiljana kroz filtar.

## Normalno punjenje krvotoka
Prosječna vremena:
- 0 sekundi – injekcija fluoresceina
- 9,5 sekundi – stražnje cilijarne arterije
- 10 sekundi  - prearterijalna faza
- 10-12 sekundi – faza arterije mrežnice
- 13 sekundi – faza kapilarnog prijenosa
- 14-15 sekundi – arterijsko-venska faza
- 16-17 sekundi – venska faza
- 18-20 sekundi – kasna venska faza
- 5 minuta -  kasna pojava fluoresceina u vidu mrlja (tzv. tkivna fluorescencija)

Fluorescein ulazi u krvotok kroz unutarnju karotidu do oftalmičke arterije. Oftalmička arterija opskrbljuje žilnicu putem kratkih cilijarnih arterija, a mrežnicu putem središnje arterije mrežnice. S obzirom na krvnu opskrbu žilnice i mrežnice, nastaje kratka odgoda između prearterijalne faze i faze punjenja arterija mrežnice.

## Patološki nalaz
Patološke promjene se očituju kao hiperfluorescencija ili hipofluorescencija.

### Uzroci hiperfluorescencije
- propuštanje (kapilarno propuštanje, aneurizma, neovaskularizacija)
- nakupljanje tekućine (odvajanje mrežnice)
- „mrlje“
- defekti punjenja ("prozorski defekti")
- abnormalne krvne žile

### Uzroci hipofluorescencije
- optička prepreka (krv, hiperpigmentacija)
- defekti punjenja (kapilarni blok)

Fluorescentska angiografija pomaže pri dijagnozi mnogih oftalmoloških bolesti, poput dijabetičke retinopatije, venske okluzije, okluzije arterija mrežnice, kod edema optičkog diska i tumora.

## Ostale vrste fluoresceinske angiografije
- Angiografija indocijaninskim zelenim